# 博洛尼亚地区圭尔福堡
博洛尼亚地区圭尔福堡是意大利艾米利亚-罗马涅大区博洛尼亚省的一个镇，距离大区首府博洛尼亚约30公里。